# Luneplate

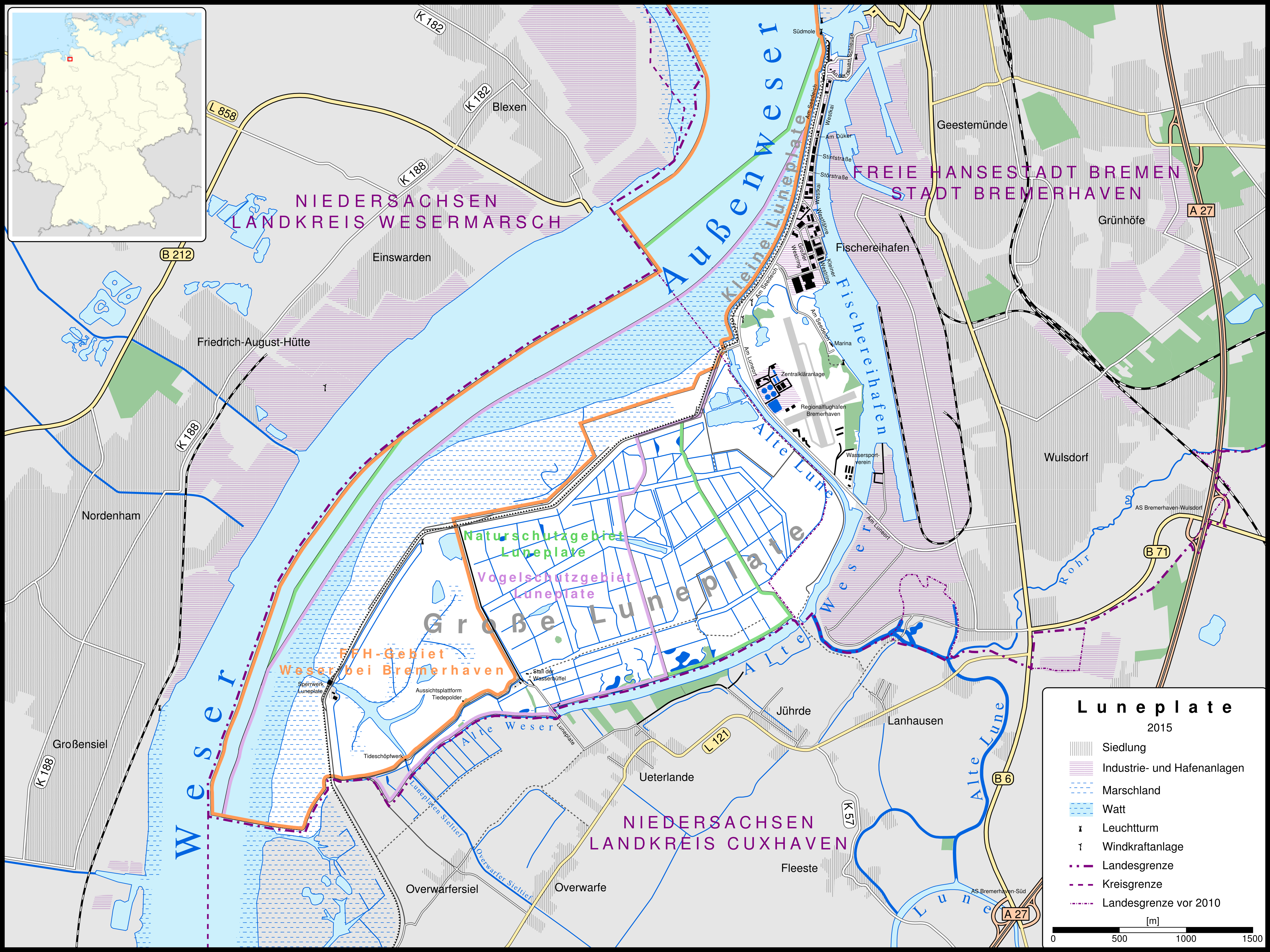
Karte der Luneplate mit Schutzgebieten

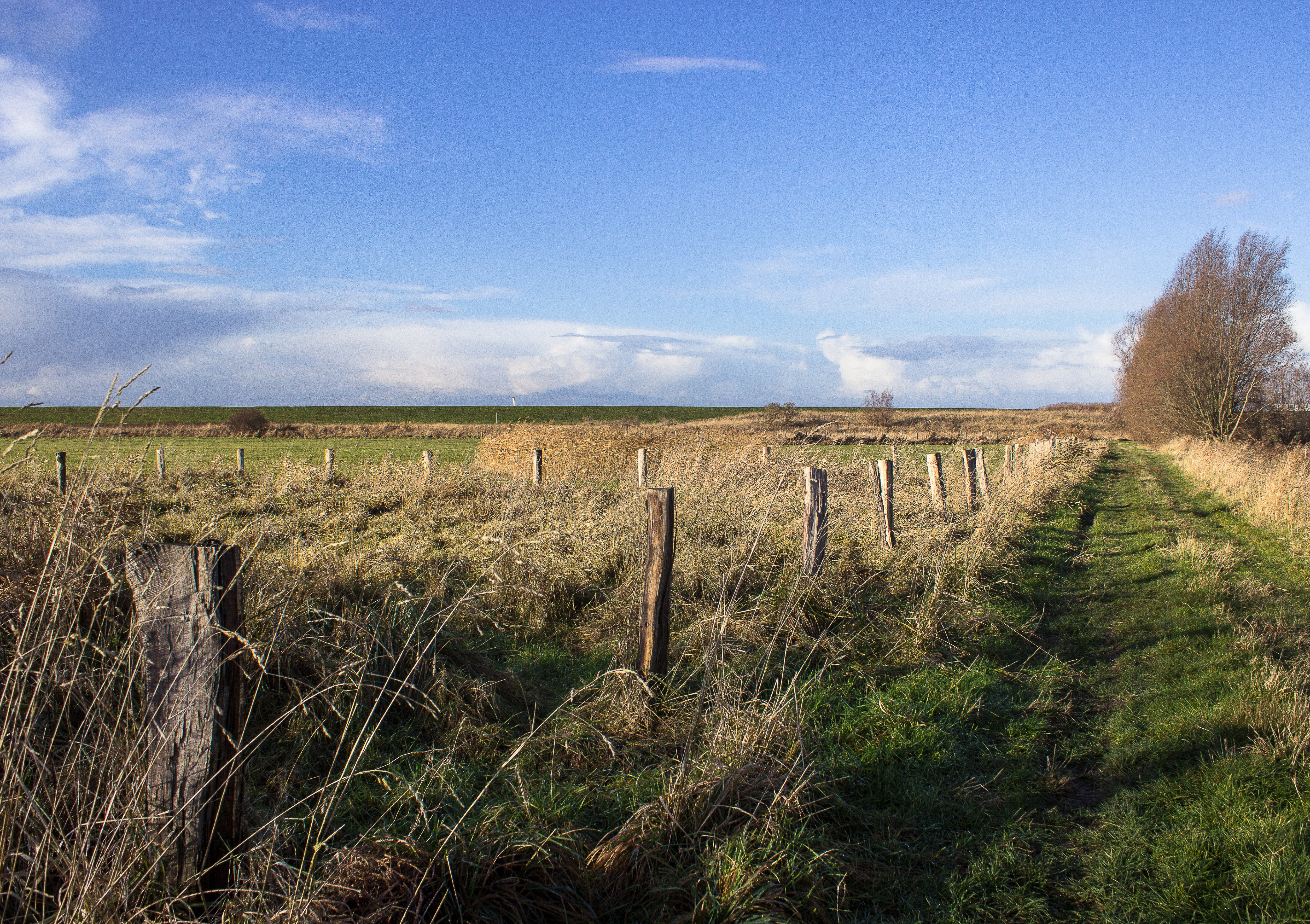
Naturschutzgebiet Luneplate

Die Luneplate ist eine ehemalige Weserinsel sowie ein unbewohnter Ortsteil des Bremerhavener Stadtteils Fischereihafen im Stadtbezirk Süd.

## Geografie

Lage in Bremerhaven

Die Insel Luneplate (früher auch Wulsdorfer Sand) war eine der größeren Inseln in der Unterweser südlich von Bremerhaven. Im Westen und Norden ist sie vom Hauptstrom der Weser begrenzt, im Süden von einem ehemaligen Weserarm namens Alte Weser. Die vor dem 19. Jahrhundert wohl hauptsächlich mit Schilf bewachsene Insel wurde entwässert und als Grünland genutzt. Seit der Erweiterung der eingedeichten Fläche 1922–1924 durch Abschneiden der Alten Weser vom Hauptstrom für den Bau des Fischereihafens II zählte das 1473 ha große Areal zum Festland.

## Politik, Verwaltung

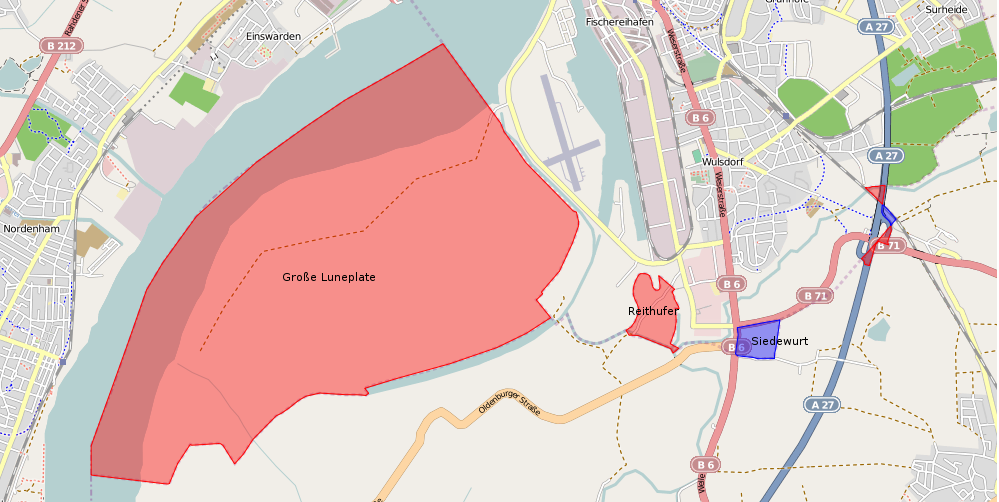
Flächenaustausch gemäß Staatsvertrag
rot zu Bremen,
blau zu Niedersachsen

Bis Ende 2009 war die Luneplate größtenteils niedersächsisches Gebiet, dieser Teil gehörte ehemals zum Land Oldenburg. Nur das nach den Hafenerweiterungen vom neuen Verlauf des Flusses Lune entlang der Landesgrenze abgeschnittene und vorher nicht eingedeichte Nordende gehörte bereits länger zu Wulsdorf und somit seit dessen Eingemeindung nach Geestemünde zum Stadtgebiet. Seit dem 1. Januar 2010 gehört sie ganz zur Stadt Bremerhaven. Dazu hat das Land Niedersachsen eine teilweise bereits im Eigentum der Freien Hansestadt Bremen befindliche Fläche von ca. 14,7 km² der Loxstedter Gemarkung Landwürden per Staatsvertrag an das Land Bremen abgetreten. Der am 5. Mai 2009 unterzeichnete Staatsvertrag wurde am 26. August 2009 vom Niedersächsischen Landtag gebilligt. Die Bremische Bürgerschaft hat dem Gesetzentwurf zum Staatsvertrag am 19. November 2009 in zweiter Lesung zugestimmt. Der Staatsvertrag ist am 1. Januar 2010 in Kraft getreten und wurde mit einem Festakt am 11. Januar 2010 vollzogen. Der von Niedersachsen abgetretene Teil der Luneplate wurde zum gleichnamigen Ortsteil im Stadtteil Fischereihafen. Das ebenfalls übertragene Gebiet Reithufer wurde dem Ortsteil Fischereihafen zugeschlagen.

## Flächennutzung
Die Luneplate wurde bislang ausschließlich landwirtschaftlich genutzt. Ab etwa 1960 von Bremen und Niedersachsen geplante großflächige Industrieansiedlungen wurden schließlich verworfen, wie viele andere Projekte vorher auch: So sollte die Luneplate einst als Holzhafen für Bremerhaven und Geestemünde dienen (um 1880) oder als Fischereihafenerweiterung genutzt werden (1920). Zu Beginn des Zweiten Weltkrieges wurden die Flächen dagegen für die Fischerei, Industrie und Kriegsmarine reserviert. Nur auf dem ehemaligen Nordende der Insel außerhalb des Ortsteils entstanden hafenbezogene gewerbliche Nutzungen und der Flugplatz Luneort.

Seit 2003/2004 werden große Teile der Luneplate wieder vernässt, um als ökologische Ausgleichsfläche für die Erweiterung des Container-Terminals Bremerhaven zu dienen. 

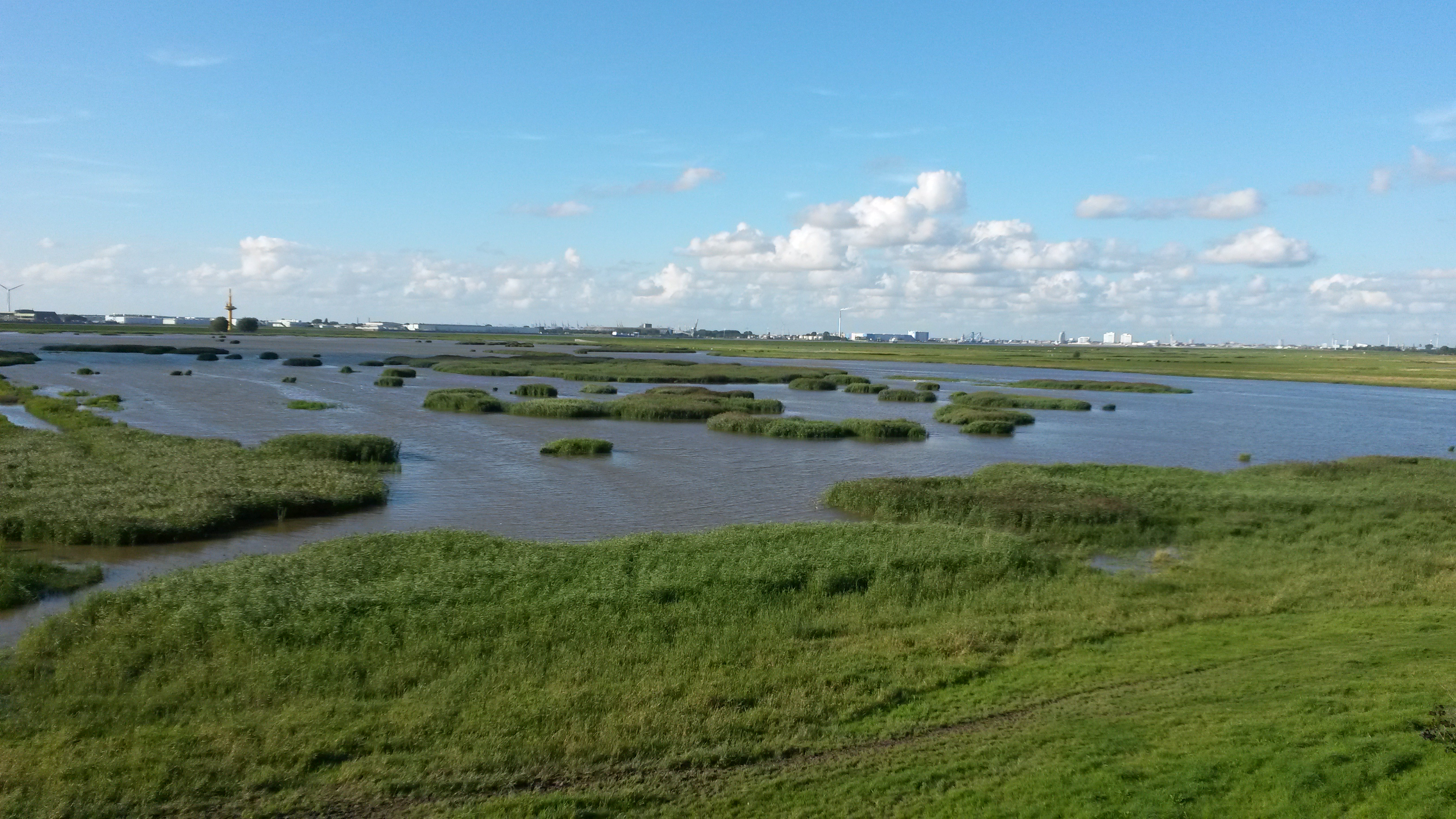
Blick vom Aussichtsturm auf wiedervernässte Flächen (August 2017)

Die Landwirtschaft wurde insgesamt aufgegeben – die dort gehaltenen Wasserbüffel dienen lediglich der Landschaftspflege. Im Norden verbleiben noch ca. 2 km² Gewerbe-Erwartungsflächen.

### Offshore-Hafen
Seit 2009 ist die Luneplate mit zwei möglichen Standorten für einen geplanten Hafen für Offshore-Windenergieanlagen im Gespräch. Nachdem Naturschutzverbände für die südliche Variante Erdmannsiel eine gerichtliche Auseinandersetzung androhten, die das Bauvorhaben verzögern oder verhindern könnten, entschied sich der Bremer Senat für den alternativen Standort Blexer Bogen Nord nordwestlich des Flugplatzes Luneort. Dieser Standort liegt außerhalb des Ortsteils, aber geografisch auf der ehemaligen Weserinsel Luneplate.

## Naturschutz
Ein großer Teil der Luneplate bildet das EU-Vogelschutzgebiet „Luneplate“ (EU-Melde-Nr. DE2417-401, Größe 940 ha). Es hat herausragende Bedeutung als Rastgebiet für nordische Gänse, Schwäne und Limikolen (Zwergschwan, Blässgans, Nonnengans, Säbelschnäbler). Als Brutgebiet hat es hohe Bedeutung für Röhricht bewohnende Vogelarten sowie für Wasservögel. Ein Tidepolder wurde 2012/2013 fertiggestellt. Am 17. Februar 2015 wurde das 1438 ha große Naturschutzgebiet Luneplate ausgewiesen.